# Molins de Rei (ort)
Molins de Rei är en ort i Spanien.   Den ligger i provinsen Província de Barcelona och regionen Katalonien, i den östra delen av landet, 500 km öster om huvudstaden Madrid. Molins de Rei ligger 44 meter över havet och antalet invånare är 24 067.
Terrängen runt Molins de Rei är kuperad åt sydväst, men åt nordost är den platt. Molins de Rei ligger nere i en dal. Runt Molins de Rei är det mycket tätbefolkat, med 6 019 invånare per kvadratkilometer. Närmaste större samhälle är Barcelona, 12,2 km öster om Molins de Rei. Runt Molins de Rei är det i huvudsak tätbebyggt.